# İncesu, Keçiborlu
İncesu là một thị trấn thuộc huyện Keçiborlu, tỉnh Isparta, Thổ Nhĩ Kỳ. Dân số thời điểm năm 2011 là 355 người.